# Зарбинце
Зарбинце (на сръбски: Зарбинце или Zarbince) е село в община Буяновац, Пчински окръг, Сърбия.

## Население[2]
- 1948 – 1244
- 1953 – 1354
- 1961 – 1342
- 1971 – 1433
- 1981 – 1232
- 1991 – 915
- 2002 – 652

## Етнически състав
(2002)
- 643 (98,61%) – албанци
- 1 (0,15%) – бошняци
- 1 (0,15%) – неизвестно